# Pavel Tebeul

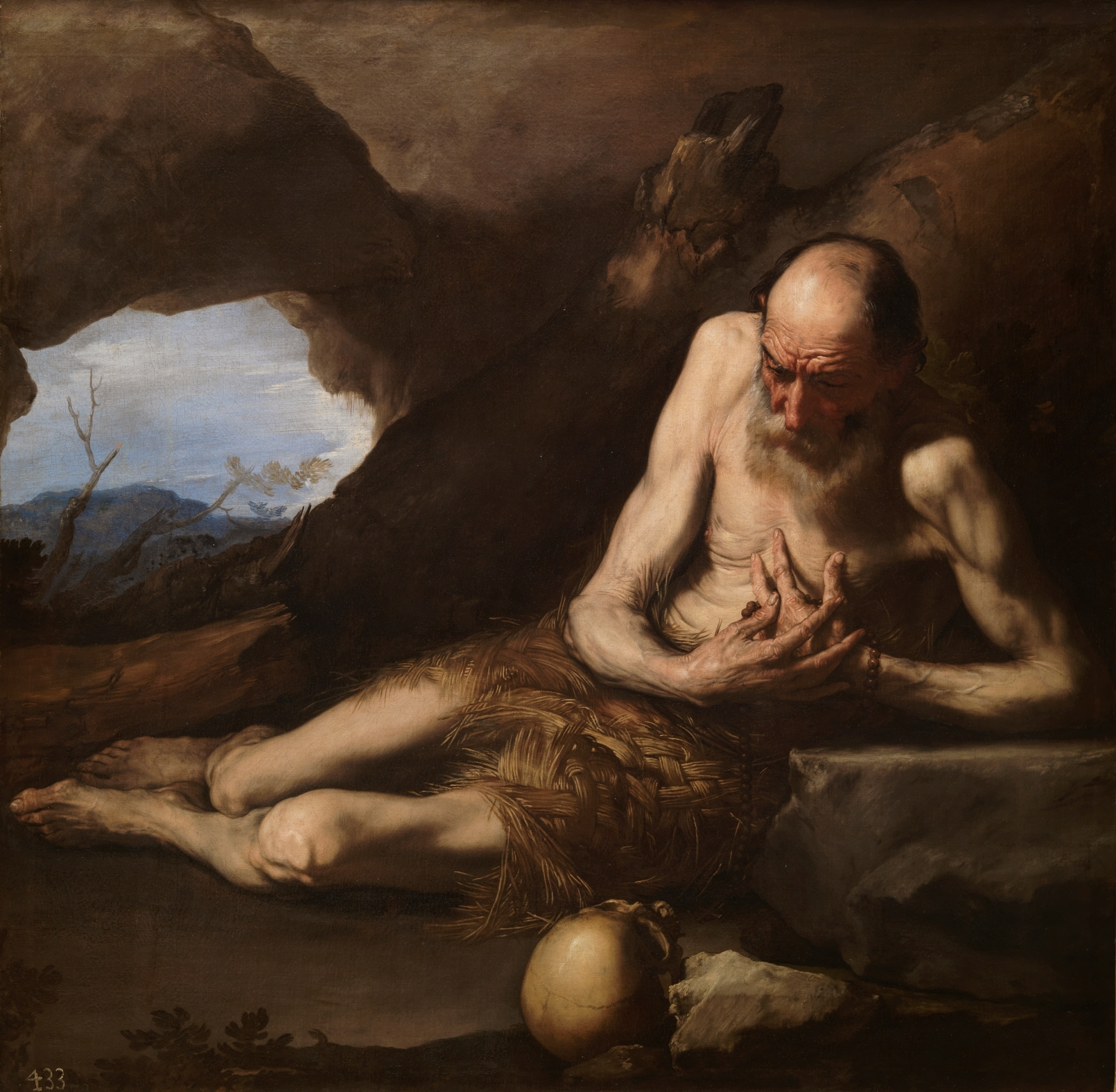
Pavel Tebeul, pictură de José de Ribera (sec. al XVII-lea)

Pavel Tebeul (n. 227 d.Hr., Egipt – d. 342 d.Hr., Thebaid⁠(d), Egipt) a fost unul din primii asceți creștini din Egipt. Este sfântul patron al Ordinului paulin. În istoria monahismului este considerat drept primul eremit sau pustnic, prăznuit de  creștinătatea apuseană pe 10 ianuarie, iar de cea răsăriteană pe 15 ianuarie. 

## Viața
Cuviosul Pavel era din Egipt, din Tebaida de Sus, fiind bogat și învățat. A fugit în pustie în timpul persecuției lui Decius (250-253) din 250 – aflând că unchiul său, ca să-i ia averea, intenționează să-l dea pe mâinile prigonitorilor – și a rămas mai pe urmă pentru toată viața în deșert.
Sfântul Antonie cel Mare, auzind despre el, l-a căutat în pustie, și găsind-l a povestit apoi despre viața lui îmbunătățită, locul anevoios în care trăise, și celelalte osteneli pe care le-a făcut în viața lui de 114 ani, din care 91 și i-a petrecut în pustie.
Dar viața lui în detaliu a scris-o mai târziu Ieronim. Aceasta însă este considerată mai mult o operă literară decât una istorică.

## Din imnografia slujbei sfântului Pavel Tebeul
"Săvârșind trecerea cea secetoasă a vieții, purtătorule de Dumnezeu, ai cufundat pe vrăjmașii cei netrupești în căința lacrimilor tale, cuvioase Pavel, părintele nostru; și primind har de minuni, roagă-te neîncetat pentru noi." (Condacul preacuviosului Pavel, glasul al 2-lea)
"Cu razele faptelor bune ai alungat în chip arătat negura patimilor, Părinte, primind în inima ta luminarea Duhului." (stihira a doua, cântarea a 3-a, canonul cuviosului Pavel, alcătuit de Ioan Damaschinul; în: Mineiul pe ianuarie, ed. 1954)
"Cu focul dragostei lui Hristos ai ars spinii patimilor și pe tine te-ai arătat, Părinte, lăcaș Duhului." (stihira a doua, cântarea a 4-a, canonul cuviosului Pavel Tebeul)